# 加达涅博物馆
加达涅博物馆（法語：Musée Gadagne，發音：[myze ɡadaɲ]）是一个博物馆，位于里昂第五区（ 里昂老城）中心的圣让街区。它由里昂历史博物馆和和国际木偶博物馆组成。该建筑于1920年被列为历史古迹。在1902年到1941年之间，逐步被里昂市收购。1998年关闭维修并加以扩建达十余年之久，直到2009年6月12日才重新开放。
里昂历史博物馆自1921年起设于该建筑内，展出此前收藏在里昂市政厅的展品。目前博物馆共有80,000件展品， 30个展厅，分布在四个楼层，体现自中世纪直到19世纪里昂的文化历史，包括考古遗迹、雕塑、绘画、家具和陶瓷，还有许多地图和版画，说明这个城市的成长和主要建筑物的建设。
自1950年以来，世界木偶博物馆入驻加达涅，包括2000个木偶。2000年代大规模翻新后，分布于一楼九个独立的展厅。
三楼设有一个150个座位的容量小剧场，四楼设有700平方米的花园。

## 历史
该博物馆位于加达涅公馆（Hôtel Gadagne）。该建筑由皮埃尔维夫（Pierrevive）兄弟建于十六世纪初。1545年，加达涅兄弟重新设计。这个富有的佛罗伦萨家族在十五世纪初住在里昂，拥有巨额家产。当时里昂人会说“富比加达涅”（riche comme Gadagne）。

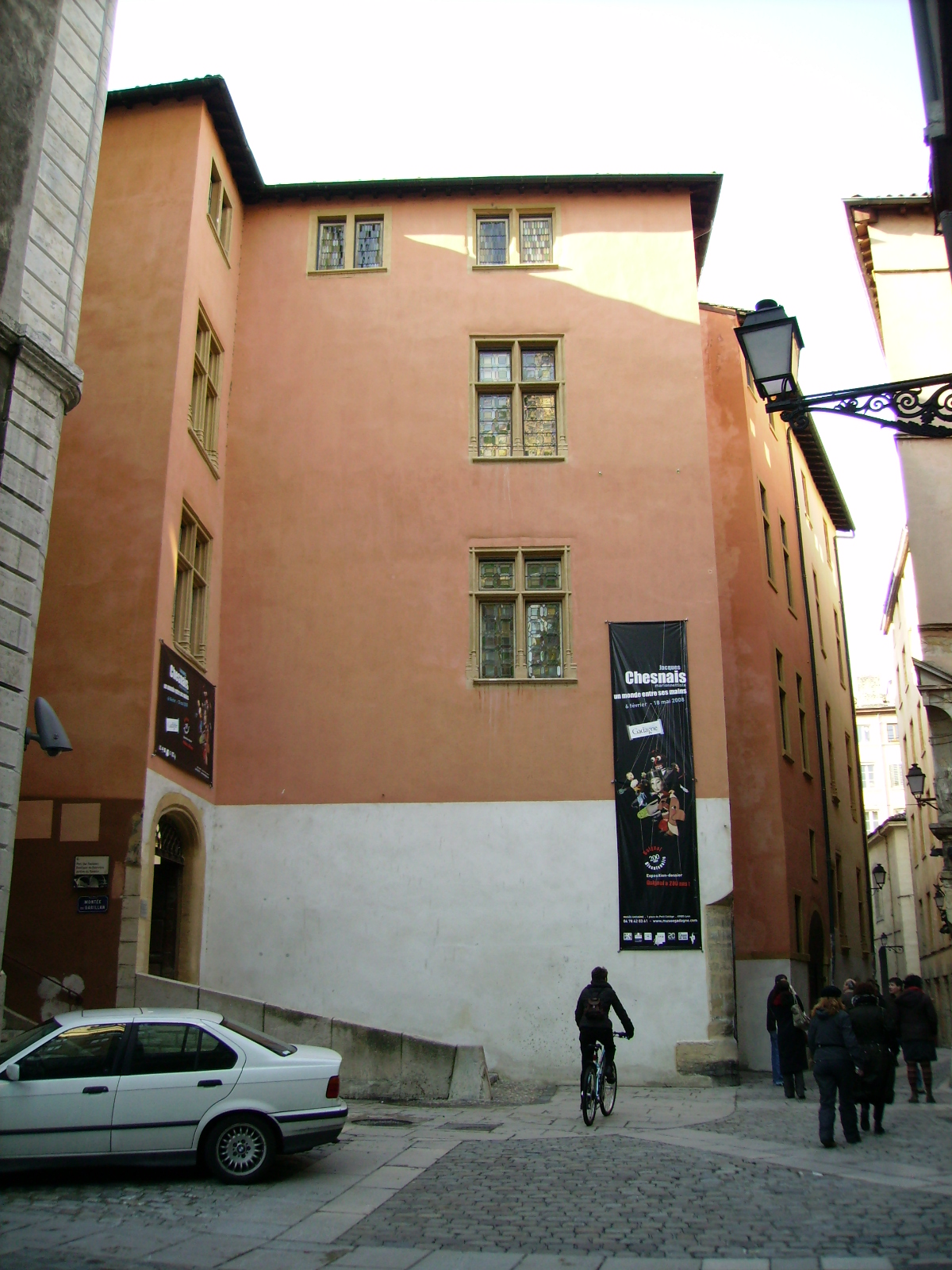
博物馆入口